# Эуптелея
Эуптелея (лат. Euptelea) — род деревьев, реже кустарников, единственный представитель монотипного семейства Эуптелейные (Eupteleaceae).
Представители рода распространены в Восточной Азии и Гималаях.

## Ботаническое описание
Листопадное дерево, иногда растущее кустарником.
Почки тёмно-коричневые, блестящие. Листья округло-яйцевидные до яйцевидных, зубчатые.
Цветки без околоцветника, обоеполые или раздельнополые, на тонких цветоножках, пучками из пазушных почек, распускаются до развертывания листьев. Тычинок много, с линейно-продолговатыми пыльниками; пестиков много, на ножках; в каждой завязи одна или несколько семяпочек.
Плод сборный, состоящий из косых, 1—3-семенных крылаток, сидящих на ножках.

## Классификация

### Таксономия
Род Эуптелея входит в монотипное семейство Эуптелейные (Eupteleaceae) порядка Лютикоцветные (Ranunculales).
|  |                                      |  |                                                              |                       |                                  |  | ещё 9 семейств (согласно Системе APG III) |              |  |               |
|  |                                      |  |                                                              |                       |                                  |  |                                           |              |  |               |
|  |                                      |  |                                                              | порядок Лютикоцветные |                                  |  |                                           |              |  |               |
|  |                                      |  |                                                              |                       |                                  |  |                                           |              |  | до пяти видов |
|  | отдел Цветковые, или Покрытосеменные |  |                                                              |                       | монотипное семейство Эуптелейные |  |                                           | род Эуптелея |  |               |
|  | отдел Цветковые, или Покрытосеменные |  |                                                              |                       |                                  |  |                                           | род Эуптелея |  |               |
|  |                                      |  | ещё 44 порядка цветковых растений (согласно Системе APG III) |                       |                                  |  |                                           |              |  |               |
|  |                                      |  |                                                              |                       |                                  |  |                                           |              |  |               |

### Виды
По информации базы данных The Plant List (на июль 2016), род включает 2 вида:
- Euptelea pleiosperma Hook.f. & Thomson — Эуптелея многосемянная
- Euptelea polyandra Siebold & Zucc. — Эуптелея многотычинковая

Вид Эуптелея Франше (Euptelea franchetii Tiegh.) признан синонимом вида Эуптелея многосемянная.